# Andrew Campbell (basket-ball)
Pour les articles homonymes, voir Campbell.
Andrew « Andy » Campbell, né le 21 juillet 1956, est un ancien joueur australien de basket-ball. Il évolue durant sa carrière au poste de pivot